# 흰꼬리올랄라쥐
흰꼬리올랄라쥐(Olallamys albicauda)는 가시쥐과에 속하는 남아메리카 설치류이다. 콜롬비아의 토착종이다. 자연 서식지는 아열대 또는 열대 습윤 저지대 숲이다. 서식지 감소로 위협을 받고 있다. 보통 크기의 설치류로 등 쪽 털은 불그스레한 갈색이고, 배 쪽은 희끄무레한 색을 띤다. 꼬리 끝은 희다.